# Raphiscopa invenusta
Raphiscopa invenusta är en fjärilsart som beskrevs av Swinhoe 1902. Raphiscopa invenusta ingår i släktet Raphiscopa och familjen nattflyn. Inga underarter finns listade.